# 은하에서 온 별똥왕자
《은하에서 온 별똥동자》(Meteor Prince From The Galaxy)는 한국에서 제작된 석도원 감독의 1987년 영화이다. 이용식 등이 주연으로 출연하였고 임은두 등이 제작에 참여하였다.

## 출연

### 주연
- 이용식
- 이건주
- 정효진
- 최은정
- 김형중

### 조연
- 홍승표
- 이규만
- 정경화
- 김민수
- 김민성

## 기타
- 제작실장: 김영호
- 촬영부: 이천도
- 촬영부: 곽영준
- 촬영부: 김원석
- 조명: 이민부
- 조명부: 최웅
- 조명부: 김형종
- 조명부: 이재봉
- 조명부: 조인현
- 스크립터: 이화
- 조감독: 김진욱
- 조감독: 정종철
- 주제가: 방수연
- 주제가: 방성현
- 소품: 이원우
- 특수효과: 김철석
- 미용: 투영미용실
- 의상: 신은식
- 네가편집: 김영균
- 애니메이션: 안봉식
- 만화합성: 조민철
- 효과: 이재희